# Angers Sporting Club de l'Ouest
O Angers Sporting Club de l'Ouest, mais conhecido como Angers SCO, ou simplesmente Angers, é um clube de futebol francês fundado em 1919. É sediado na cidade de Angers, na região do País do Loire, e tem como suas cores tradicionais o branco e o preto.
Atualmente disputa a Ligue 1, primeira divisão do futebol francês.

## Títulos
- Ligue 2: 1968–69 e 1975–76
- Ligue de Bretagne de football: 1934
- Championnat de France Amateurs (Norte): 1943

### Campanhas de destaque
- 3º lugar - Ligue 1: 1966–67
- Vice-campeão - Coupe de France: 1956–57 e 2016–17
- Vice-campeão - Coupe de la Ligue: 1992

## Jogadores
- O jogador que mais disputou partidas pelo Angers foi o zagueiro Pierre Bourdel, com 471 partidas disputadas entre 1963 e 1975, tendo participado do título da Ligue 2 em 1969.
- Albert Poli, meio-campista italiano que participou da campanha de 1969 junto de Pierre Bourdel, é o estrangeiro com mais partidas disputadas pelo Angers, com 326 jogos.
- O jogador mais caro vendido pelo Angers foi Jeff Reine-Adélaïde, vendido para o Lyon em 2019 por 25 milhões de euros (com adição de 2,5 milhões em incentivos e 15% na revenda em caso de ganho de capital para o SCO).
- O jogador que pode ser considerado o maior a já ter atuado pelo Angers SCO é Raymond Kopa, Bola de Ouro de 1958 e eleito na seleção da Copa do Mundo daquele ano. Disputou 45 partidas pelo Angers e marcou 12 gols entre 1949 a 1951.

## Estatísticas

### Participações
|  | Participações em 2024–25 |

| Competição     | Competição        | Temporadas               | Melhor campanha            | Estreia | Última  | A | R |
| França         | Ligue 1           | 30                       | 3º colocado (1967)         | 1956–57 | 2024–25 |   | 6 |
| França         | Ligue 2           | 40                       | Campeão (1969 e 1976)      | 1945–46 | 2023–24 | 7 | 3 |
| França         | National 1        | 8                        | Vice-campeão (2003)        | 1996–97 | 2006–07 | 3 | – |
| França         | Coupe de France   | 82                       | Vice-campeão (1957 e 2017) | 1920–21 | 2024–25 |   |   |
| França         | Coupe de la Ligue | 29                       | Vice-campeão (1992)        | 1963–64 | 2019–20 |   |   |
|                | Copa da UEFA      | 1                        | 32-avos de final (1972–73) | 1972–73 | 1972–73 |   |   |
| Copa Intertoto | 1                 | Fase de grupos (1964–65) | 1964–65                    | 1964–65 |         |   |   |